# محو الأمية المالية

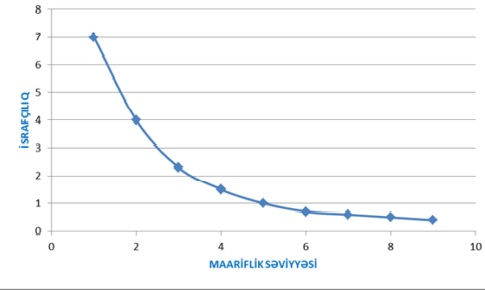

محو الأمية المالية Financial literacy يعني امتلاك الأفراد كلاً من المعرفة والمهارة التي تسمح لهم بفهم مواردهم المالية واتخاذ قرارات مالية مدروسة. يعتبر تنشيط الاهتمام بالموارد المالية الشخصية اليوم محط تركيز البرامج المدعومة حكومياً في كثير من الدول مثل أستراليا وكندا واليابان والولايات المتحدة الأميركية والمملكة المتحدة. يساعد إدراك المفاهيم المالية الناس على تعلم كيفية التصرف ضمن النظام المالي لذا يُلاحظ أن الأشخاص المثقفين مالياً بشكل مناسب يديرون أموالهم ويتخذون قرارات مالية أفضل من أولئك الذين لا يملكون هذه المعرفة.
في عام 2003 بدأت منظمة التعاون الاقتصادي والتنمية (OECD) مشروع حكومي دولي يهدف إلى توفير طرق تحسن من الثقافة المالية من خلال تطوير مبادئ مشتركة لمحو الأمية المالية. كذلك أطلقت المنظمة في آذار مارس من عام 2008 البوابة الدولية للتعليم المالي لتكون بمثابة مركز لتبادل المعلومات وبرامج التعليم المالي حول العالم.
يستخدم المصطلح البديل «القدرة المالية» من قبل الدولة ووكالاتها في المملكة المتحدة وقد بدأت هيئة الخدمات المالية (FSA) في المملكة إستراتيجية وطنية بشأن القدرة المالية في عام 2003. وفي العام ذاته أنشأت الولايات المتحدة لجنة محو الأمية المالية والتعليم.

## النتائج الدولية
نشرت منظمة التعاون الاقتصادي والتنمية دراسة دولية في أواخر عام 2005 لتحليل استقصاءات محو الأمية المالية في بلدان منظمة التعاون والتنمية في المجال الاقتصادي، وقد تضمنت مجموعة من النتائج:
- في أستراليا، ادعى 67% من المشاركين بأنهم فهموا معنى الفائدة المركبة بينما تمكن فقط 28% منهم حل مسألة باستخدام هذا المفهوم مظهرين درجة جيدة من الفهم.
- وجدت دراسة بريطانية أن المستهلكين لا يجتهدون في البحث عن المعلومات المالية وإنما يأتي اكتسابهم لهذه المعلومات عن طريق الصدفة إما من منشور تلقوه في البنك أو عند تحدثهم مع موظف.
- وجدت دراسة كندية أن المشاركين في الاستطلاع اعتبروا أن اختيار الاستثمار الصحيح أكثر إرهاقاً لهم من زيارة طبيب الأسنان.
- أظهر استطلاع بين طلاب المدارس الثانوية الكورية حصولهم على درجات ضعيفة -إذ أعطوا إجابات صحيحة على أقل من 60% من الأسئلة- في اختبارات أجريت لقياس قدرتهم على اختيار وإدارة بطاقة الائتمان ومعرفتهم بالادخار والاستثمار للتقاعد ومخاوفهم وأهمية التأمين ضدها.
- وجد استطلاع في الولايات المتحدة أن 4 من كل عشر عمال أمريكيين لا يدخرون لتقاعدهم.

«مع ذلك من المشجع أن برامج التثقيف المالي التي تم تقييمها أثبتت فعالية حقيقية فقد أظهرت أبحاث في الولايات المتحدة أن العمال زادوا من اشتراكهم في برامج 401 (K) (وهو نمط من خطط التقاعد مع مزايا ضريبية خاصة والتي تسمح للموظفين بالادخار والاستثمار لتقاعدهم) عندما تم عرض برامج التثقيف المالي عليهم من قبل مدراءهم سواءً على شكل بروشورات أو ندوات.»
إلا أن التحليلات الأكاديمية لم تجد أي دليل على النجاح في تأمين رفاه مالي للمشاركين.
تبعاً لاستقصاء أجراه بنك التنمية الآسيوي في عام 2014 فقد وسع معظم المنغوليين من خياراتهم المالية، على سبيل المثال تظهر مقارنة أسعار الفائدة على القروض وخدمات الادخار خلال إطلاق دراما تلفزيونية تركز على محو الأمية المالية للأسر المستضعفة الفقيرة وغير الفقيرة أن 80% من المنغوليين اتخذوا من التلفاز مصدراً رئيسياً لمعلوماتهم كما اعتُبرت المسلسلات التلفزيونية الوسيلة الأكثر تأثيراً في إيصال رسائل معنية بمحو الأمية المالية.

## آسيا والمحيط الهادئ والشرق الأوسط وأفريقيا
تشمل دراسة استقصائية أُجريت حول النساء المستهلكات في آسيا، المحيط الهادئ، الشرق الأوسط، إفريقيا (APMEA) حول إدارة الأموال والتخطيط المالي والاستثمار. كانت المراتب العشرة الأولى على مؤشر ماستركارد (APMEA) لمحو الأمية المالية من نصيب تايلاند ونيوزيلاندا وأستراليا وفيتنام وسنغافورة وتايوان والفلبين وهونج كونج وإندونيسيا ثم ماليزيا.

### أستراليا
في عام 2004 أنشأت الحكومة الأسترالية فرقة عمل وطنية لمحو الأمية المالية والاستهلاكية التي اقترحت بدورها إنشاء مؤسسة لمحو الأمية المالية في عام 2005. في عام 2008 حُولت الأعمال الموكلة لهذه المؤسسة إلى هيئة الأوراق المالية والاستثمارات الأسترالية (ASIC)، كذلك فقد وضعت الحكومة المالية مجموعة من البرامج (مثل إدارة الأموال) لتحسين الثقافة المالية للشعب الأسترالي خاصة أولئك الذين يعيشون في المجتمعات النائية.
في عام 2011 أطلقت هيئة الأوراق المالية والاستثمارات الأسترالية إستراتيجية وطنية لمحو الأمية –مستنيرة بتقرير بحثي سابق لـ ASIC «محو الأمية المالية والتغيير السلوكي»– لتحسين مستوى الثقافة المالية وبالتالي الرفاه المالي لكل الأستراليين، وقد تضمنت هذه الاستراتيجية أربع دعامات هي:
- التعليم
- المعلومات المستقلة والموثوقة، الأدوات والدعم
- حلول إضافية تقود إلى تحسين الرفاه المالي وتغيير السلوك
- علاقات مع قطاعات معنية بمحو الأمية المالية وقياس تأثيرها وتأمين التدريب الأفضل

كان موقع موني سمارت التابع لهيئة الأوراق المالية والاستثمارات أحد المبادرات الرئيسية ضمن إستراتيجية الحكومة ليحل بذلك محل كل من موقعي فايدو وأنديرستاندينغ موني، كما تملك الهيئة أيضاً موقع موني سمارت التعليمي للمعلمين والطلاب إذ يؤمن تعليماً مهنياً إضافة لمصادر تساعد المتعلمين على دمج الثقافة المالية والاستهلاكية ضمن برامج التعليم والتدريس.
يؤمن عدد من الجامعات الأسترالية مواضيع تخص محو الأمية المالية مثل جامعة موناش: (أنت، المال والحياة) وجامعة ماكواري: (مبادئ محو الأمية المالية) وجامعة أستراليا الغربية: (إدارة تمويلك الشخصي) وجامعة ميلبورن: (تمويل الشوارع). كذلك تم تطوير شبكة نو ريسك لتطبيقات الويب والهاتف المحمول والرسائل الإخبارية ومقاطع الفيديو والموقع الإلكتروني من قبل هيئة عضوية التأمين (ANZIF) لتثقيف المستهلكين حول التأمين وإدارة المخاطر.

### الهند
تم إنشاء المركز الوطني للتعليم المالي (NCFE) وهو منظمة غير ربحية بموجب المادة الثامنة من قانون الشركات لعام 2013 لتحسين الثقافة المالية في الهند وقد تم الترويج لها من قبل أربع مؤسسات مالية هي البنك الاحتياطي الهندي ومجلس الأوراق المالية والبورصة في الهند وهيئة تنظيم وتطوير التأمين وهيئة تنظيم وتطوير صندوق المعاشات. أجرت المنظمة استقصاءً في عام 2015 لمعرفة مدى الوعي المالي في الهند كما أنها تنظم برامج متنوعة لتحسين الثقافة المالية بما في ذلك التعاون مع المدارس وتطوير منهاج دراسي جديد يتضمن مفاهيم إدارة الأموال إضافة إلى اختبار سنوي للثقافة المالية وتشمل المواضيع التي تتطرق لها هذه البرامج الاستثمار وأنماط الحسابات المصرفية والخدمات المقدمة من البنوك وبطاقة آدهار وحساب ديمات وبطاقات بان وقوة التركيب والمدفوعات الرقمية والحماية من الاحتيال المالي إلى جانب غيرها من البرامج.

### المملكة العربية السعودية
أطلقت شركة سيدكو القابضة في المملكة العربية السعودية استبياناً حول البلاد لفهم مستوى الوعي المالي عند الشباب شارك فيه ألف شاب سعودي وقد أظهرت النتائج أن 11% منهم فقط تابعوا نفقاتهم على الرغم من أن 75% منهم ظنوا أنهم يفهمون المبادئ الأساسية لإدارة الأموال، كما كشف تحليل متعمق للشركة أن 45% من الشباب لا يدخرون أي أموال بينما ادخر 20% منهم حوالي 15% من دخلهم الشهري. ومن حيث عادات الإنفاق بينت دراسات أن عناصر مثل الهواتف المحمولة والسفر تمثل ما يقارب 80% من المشتريات أما ما يتعلق بتمويل نمط حياتهم فإن 46% من الشباب يعتمدون على والديهم لتمويل بنود الإنفاق الكبيرة. وأخيراً صرح 90% من المشاركين أنهم مهتمون بزيادة معرفتهم المالية.

### سنغافورة
افتتح المعهد الوطني للتعليم في سنغافورة مركزًا لمحو الأمية المالية المُخصص للمُعلمين، لجعلهم قادرين على إدخال المعرفة المالية ضمن المنهاج الدراسية والاستحواذ على نشاط واهتمام الطلاب في التعلم عن طريق الأنشطة السليمة تربويًا، كالرسوم التوضيحية وتعزيز التعلم عن طريق التجربة لبناء القدرة المالية في مرحلة الشباب. يقود المركز بحث محو الأمية المالية على اعتبارها جزءًا رئيسيًا من التمارين المبنية على الأدلة في المدارس، وقد نُشرت الكثير من دراسات التأثير على فعالية محو الأمية المالية وعلى تصورات ومواقف كل من المعلمين والطلاب. مولت حكومة سنغافورة عن طريق السلطة النقدية في سنغافورة إنشاء معهد لمحو الأمية المالية في يوليو 2012. يشترك في إدارة المعهد البرنامج التعليمي المالي الوطني «ماني سينس» ومؤسسة التعليم العالي في سنغافورة «بوليتكنك سنغافورة». كان الهدف الرئيسي وراء إنشاء هذا المعهد هو بناء القدرات المالية الأساسية لِطَيف واسع من سكان سنغافورة عبر تزويدهم بالبرامج التعليمية المجانية وغير المتحيزة للبالغين العاملين وأُسرِهم. وصَل المعهد في الفترة الممتدة بين يوليو 2012 وحتى مايو 2017 لأكثر من 110,000 شخص في سنغافورة عبر ورش العمل والمحادثات؛ ومن ضمن الموضوعات التي طرحت في ورش العمل والمحادثات ما يلي:
- بناء وإدراك أموالك.
- تمدد وتوسيع ما بيدك من دولار.
- التخطيط المالي يبدأ من هذه اللحظة.
- قياس لياقتك (أهليتك/ كفاءتك) المالية.
- تنفيذ خطتك المالية.
- أساسيات إدارة الأموال.
- فهم مبادئ القروض والائتمان.
- فهم التأمين على الحياة.
- أنواع التأمين على الحياة.
- فهم أساسيات التأمين الصحي.
- أنواع التأمين الصحي.
- خطط التأمين في صندوق الادخار المركزي (CPF).
- بناء مدخراتك الخاصة.
- تقييم احتياجات دخلك التقاعدي.
- خيارات بناء دخلك التقاعدي.
- إدارة صندوق الادخار المركزي لأموالك التقاعدية.
- تقوية وإغناء سنواتك الذهبية.
- مقدمة في التخطيط العقاري.
- خطوات في التخطيط العقاري
- مقدمة في الاستثمار الشخصي.
- الاعتبارات عند بدء الاستثمار.
- المنتجات المالية الرئيسية.
- فهم السندات.
- أساسيات استثمار الأسهم.
- سندات سنغافورة الادخارية.
- فهم صناديق الاستثمار العقاري (REITS).
- فهم صندوق المؤشرات المتداولة والعادات والسلوكيات المالية.
- هل الصفقة جيدة جدًا لتكون حقيقية؟
- احذر التحايل.
- عندما تتدهور الصفقة.
- تأسيس عائلة
- شراء منزلك الأول من مجلس الإسكان والتنمية.
- برامج دعم الأولاد والأطفال.
- شراء منزل على قدر الإمكانيات المتوافرة.
- إدارة الأموال للشباب.
- علم طفلك أن للمال معنى.
- التخطيط المالي للعائلات ذوي الاحتياجات الخاصة.
- التخطيط المالي للموظفين في مرحلهم الانتقالية.
- ورشة عمل للعُمال الاجتماعيين

## أوروبا

### بلجيكا
تُساهم هيئة الخدمات والأسواق المالية ببلجيكا في العمل على تحسين المعرفة المالية سواء للمستثمرين أو للمُدخرين، ليصبح بإمكان كل من المُدخرين الأفراد، والأشخاص المؤمن عليهم، والمساهمين والمستثمرين أن تكون علاقاتهم في موقع أفضل مع مؤسساتهم المالية، ونتيجة لذلك، ستزداد دِرايتهم وسيكونون أقل عرضة لشراء منتجات غير ملائمة لهم.

### سويسرا
في دراسة أُجريت على 1500 أسرة ناطقة باللغة الألمانية في سويسرا لقياس مدى المعرفة المالية عن طريق اختبار ثلاثة مفاهيم الفائدة المُركبة، التضخم وتنويع المخاطر. تُشير نتائج هذه الدراسة إلى مستوى المعرفة المالية العالي في سويسرا مقارنة بنتائج تلك الدراسة في دول أوروبية أخرى أو سكان الولايات المتحدة. بينت الدراسة أن ارتفاع مستوى المعرفة المالية يرتبط بشكل مباشر بالمشاركة في الأسواق المالية وعمليات الاقتراض والرهن العقاري. وفي دراسة ذات صلة أجريت بين طلاب يبلغون الخامسة عشرة من العمر في كانتون فريبورغ؛ ظهرت الفروقات كبيرة في مستوى المعرفة المالية بين الطلاب الناطقين بالفرنسية والألمانية.
يهدف البنك الوطني السويسري إلى تحسين مستوى المعرفة المالية عن طريق مبادرة أطلقها تدعى «إيكونوميكس» والتي تستهدف طلاب المدارس الثانوية، كما ستُغطى المعرفة المالية ضمن المنهج الدراسي الجديد في المدارس العامة.

### المملكة المتحدة
لدى المملكة المتحدة هيئة متخصصة في تعزيز القدرات المالية للأشخاص (خدمة الاستشارة المالية).
تضمن قانون الخدمات المالية لعام 2010 بندًا نص على قيام هيئة الخدمات المالية بإنشاء هيئة التعليم المالي للمستهلكين (الاسم السابق لخدمة الاستشارة المالية). واصلت الهيئة العمل في قسم القدرات المالية لهيئة الخدمات المالية بشكل مستقل عن هيئة الخدمات المالية من تاريخ 26 أبريل 2010، وتغير اسمها إلى خدمة الاستشارة المالية في الرابع من أبريل 2011.
تضمنت الاستراتيجية السابقة لهيئة الخدمات المالية إنفاق حوالي 10 ملايين جنيه إسترليني سنويًا في خطة من سبع نقاط ضمن الأولوية التالية:
- آباء جدد.
- المدارس (برنامج يتم تسليمه بواسطة مجموعة تعليم التمويل الشخصي).
- الشباب البالغين.
- مكان العمل.
- اتصالات المستهلك.
- أدوات الإنترنت.
- الاستشارة المالية.

أجرى مسح أساسي حوالي5300  مقابلة عبر المملكة المتحدة عام 2005، وحدد تقرير هذا المسح أربعة مواضيع:
- فشل الكثير من الناس في التخطيط للمستقبل.
- يتحمل الكثير من الناس المخاطر المالية دون أن يدركوا ذلك
- تعتبر مشاكل الديون أمرًا قاسيًا جدًا تبعًا لنسبة صغيرة من السكان، وبالتالي سيتأثر عدد أكبر من الناس بالتباطؤ الاقتصادي.
- وسطيًا، تكون القدرة المالية لمن هم أقل من 40 عامًا أقل من كبار السن.

«باختصار، مالم يتم اتخاذ الخطوات اللازمة لتحسين مستويات القدرة المالية، فإننا نخزن المتاعب للمستقبل».
تعمل العديد من المؤسسات الخيرية في المملكة المتحدة على تحسين المعرفة المالية مثل: مجموعة تعليم التمويل الشخصي، نصيحة المواطنين وغيرها.
لا يقتصر توفير برامج المعرفة المالية على المدنيين فحسب، بل أيضًا داخل القوات المسلحة البريطانية عن طريق برنامج اسمه «ماني فورس»، والذي يديره الفيلق البريطاني الملكي للمحاربين القدامى بالاشتراك مع وزارة الدفاع وخدمة الاستشارة المالية.

## أمريكا الشمالية

### كندا
تم تفويض إدارة تنظيم الأوراق المالية الكندية بإجراء مَسحَيْن للمُستثمرين الوطنيين بغية قياس معرفتهم وخبراتهم في مجالي الاستثمار والاحتيال. أظهرت نتائج كلتا الدراستين أن هناك حاجة لتعليم المستثمرين وإطلاعهم على أسواق رأس المال والاحتيال الاستثماري. يعد هذا التعليم مهمًا بشكل خاص بحيث يتحمل المستثمرون مزيدًا من المسؤوليات والمخاطر في إدارة مدخراتهم التقاعدية، ويدخل سكان طفرة المواليد (الطفل الذي وُلد أثناء الفترة الديموغرافية لطفرة المواليد بعد الحرب العالمية الثانية بين عامي 1946 و1964) لسنوات التقاعد عبر أمريكا الشمالية.
مولت هيئة الأوراق المالية لكولومبيا البريطانية (BCSC) عام 2005 دراسة حول الرهن، حيث كانت أول دراسة منهجية لاحتيال استثماري واحد، ركزت الدراسة على 2200 مستثمر رهن في «إيرون». وقد حدد التقرير من بين عدة أمور أخرى أن المستثمرين الذي يقتربون من التقاعد دون امتلاكهم لموارد كافية، والرجال الأثرياء في منتصف العمر؛ يكونون أكثر عرضة للاحتيال الاستثماري، ويشير التقرير إلى أن تعليم المستثمر سيكون أكثر أهمية مع دخول جيل «طفرة المواليد» لمرحلة التقاعد.
يُعد شهر نوفمبر من سنة في كندا؛ شهرًا لمحو الأمية المالية، إذ يُقام لتشجيع الكنديين على السيطرة على رخائهم المالي، والاستثمار في مستقبلهم المالي عن طريق التعلم الكافي عن مواضيع التمويل الشخصي. أنشأت كندا بالإضافة لذلك كيانًا حكوميًا لتعزيز التعليم المالي، وزيادة وعي المستهلكين بحقوقهم ومسؤولياتهم، كما تَضمن الوكالة أيضًا امتثال الكيانات المالية الخاضعة للتنظيم الفدرالي لتدابير حماية المستهلك.

### الولايات المتحدة
أُنشئت في الولايات المتحدة منظمة «Jump$tart» الوطنية وغير الربحية من أجل المعرفة المالية الشخصية، وهي عبارة عن ائتلاف مجموعة من المؤسسات الحكومية والأكاديمية والمنظمات غير الربحية والتي تعمل في مجال التعليم المالي منذ عام 1995.
أنشأت وزارة الخزانة الأمريكية مكتب التعليم المالي عام 2002؛ وأنشأ الكونغرس الأمريكي لجنة محو الأمية المالية والتعليم بموجب قانون محو الأمية المالية وتحسين التعليم في عام 2003. نشرت اللجنة استراتيجيتها الوطنية لمحو الأمية المالية عام 2006.
بالرغم من دعم العديد من المنظمات لحركة محو الأمية المالية؛ إلا أنها قد تختلف في تعريفاتها حولها. ففي تقرير صادر دعا فيه رئيس المجلس الاستشاري لمحو الأمية المالية لوضع تعريف ثابت للحركة، ليصبح بالإمكان تقييم برامج محو الأمية المالية من خلاله. عُرَفت بالشكل التالي: «القدرة على استخدام المعرفة والمهارات لإدارة الموارد المالية بشكل فعال لتحقيق رخاء مالي يستمر مدى الحياة».
أجرى مجلس التعليم الاقتصادي عام 2009 مسحًا للولايات، وجد فيه أن 44 ولاية ذات فئات التعليم (K-12) أو التوجيهي لديها تعليم مالي شخصي، بالرغم من ذلك، هناك 17 ولاية فقط تطالب بالتحاق طلاب المدارس الثانوية بدورة في التمويل الشخصي.
يُجري مركز محو الأمية المالية في كلية «شامبلين» مسحًا نصف سنوي لمعرفة متطلبات المدارس الثانوية لمحو الأمية المالية على مستوى الولاية، إذ وجد مسحُ عام 2017 أن ولاية «يوتا» لديها أعلى متطلبات على مستوى الولاية في البلاد، في حين أنه في «ألاسكا، ديلا وير، دي سي، هاواي، رود أيلاند وداكوتا الجنوبية» يعتمد الطلاب على مبادرة مجلس المدرسة المحلي.
في يوليو من عام 2010 أقر الكونغرس الأمريكي قانونًا للإصلاح وحماية المستهلك «دوود-فرانك»، والذي أنشأ المكتب المالي لحماية المستهلك (CFPB)، وقد تم تكليف المكتب من بين عدة ولايات أخرى بتعزيز التعليم المالي من خلال مجموعات التعليم وإشراك المستهلك.

## محو الأمية المالية الحرج
أثار بعض الباحثين أسئلة عن الطابع والتوجه السياسي لمحو الأمية المالية، في محاولة لتبرير تحويل مخاطر مالية أكبر من الشركات والحكومات إلى الأفراد، مثل (الرسوم الدراسية، المعاشات التقاعدية، تكاليف الرعاية الصحية وما إلى ذلك). يجادل العديد من هؤلاء الباحثين بأن هذا التوجه نحو محو الأمية المالية سيكون أكثر عرضة للنقد وذا نطاق أوسع للتركيز؛ فيجب أن يساعد هذا التعليم الأفراد على فهمٍ أفضل للظلم المنهجي والإقصاء الاجتماعي بدلًا من فهم الفشل المالي كأنه مشكلة فردية ومن ضمن طبيعة المخاطر المالية وغير السياسية. يعمل العديد من هؤلاء الباحثين ضمن نماذج العدالة الاجتماعية، والتربية النقدية، النسوية والنظرية العِرقية النقدية.